# تنیس
تِنیس نه‌تنها یک ورزش که جهانی است نمادین از تعادل، سرعت، و راهبُرد. تنیس امروزه به‌عنوان یکی از محبوب‌ترین رشته‌های ورزشی در سراسر جهان شناخته می‌شود. این بازی، با ترکیبی بی‌نظیر از قدرت و ظرافت، هم جسم را می‌پرورد و هم ذهن را به چالش می‌کشد.  

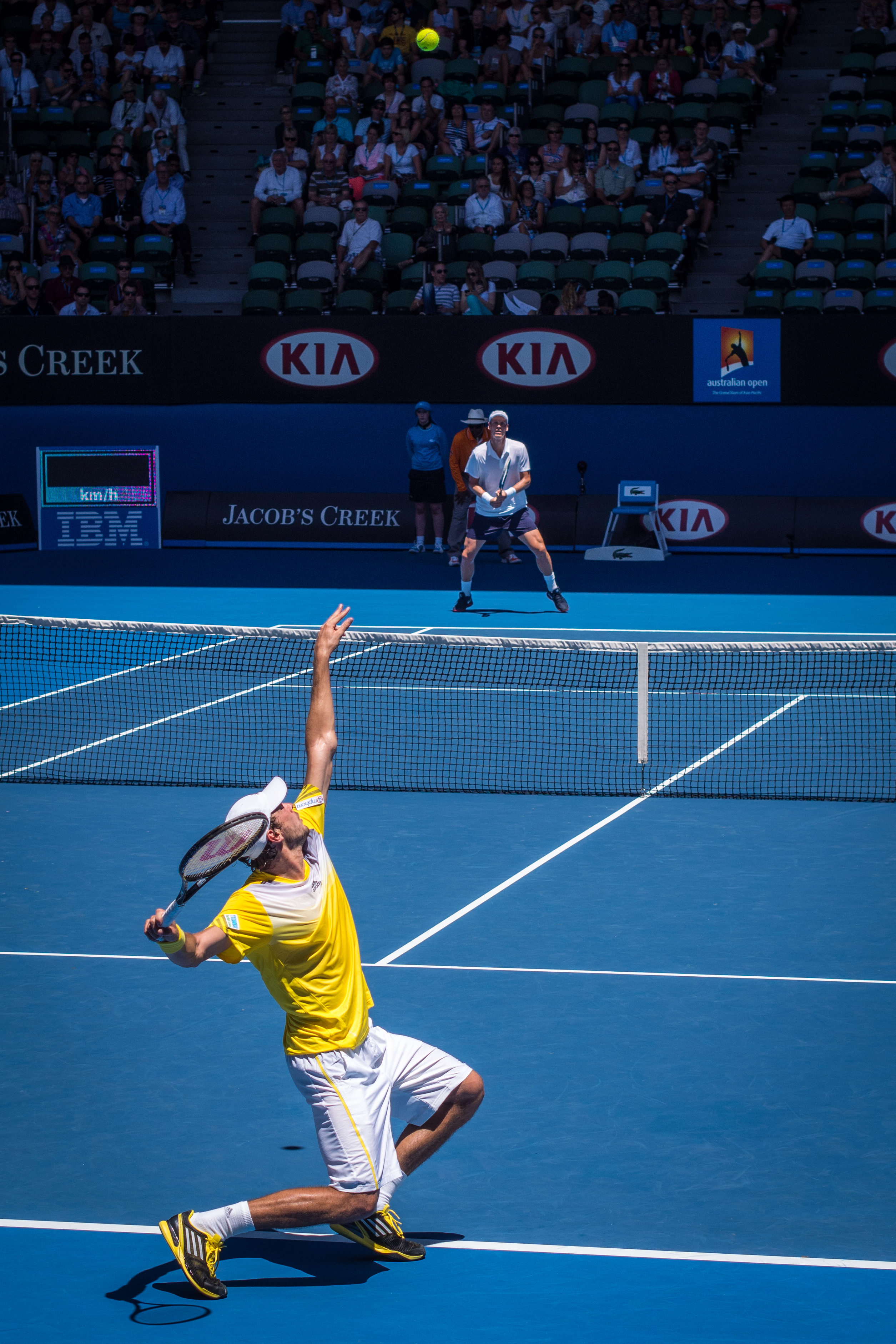
یک تنیس‌باز در حال زدن سِرو

از لحاظ تاریخی، تنیس نخستین‌بار در دربارهای فرانسه و انگلستان به‌عنوان سرگرمی اشراف ظهور کرد؛ اما گذر زمان آن را به ورزشی مردمی تبدیل نمود. قوانین نوین آن در قرن نوزدهم شکل گرفت و اولین مسابقات چندجانبه رسمی، مانند «ویمبِلدون»، پایه‌های رقابت‌های بین‌المللی را بنا نهادند. امروزه، چهار گِرَنداِسلَم به‌عنوان اوج رقابت‌های حرفه‌ای این رشته شناخته می‌شوند.  

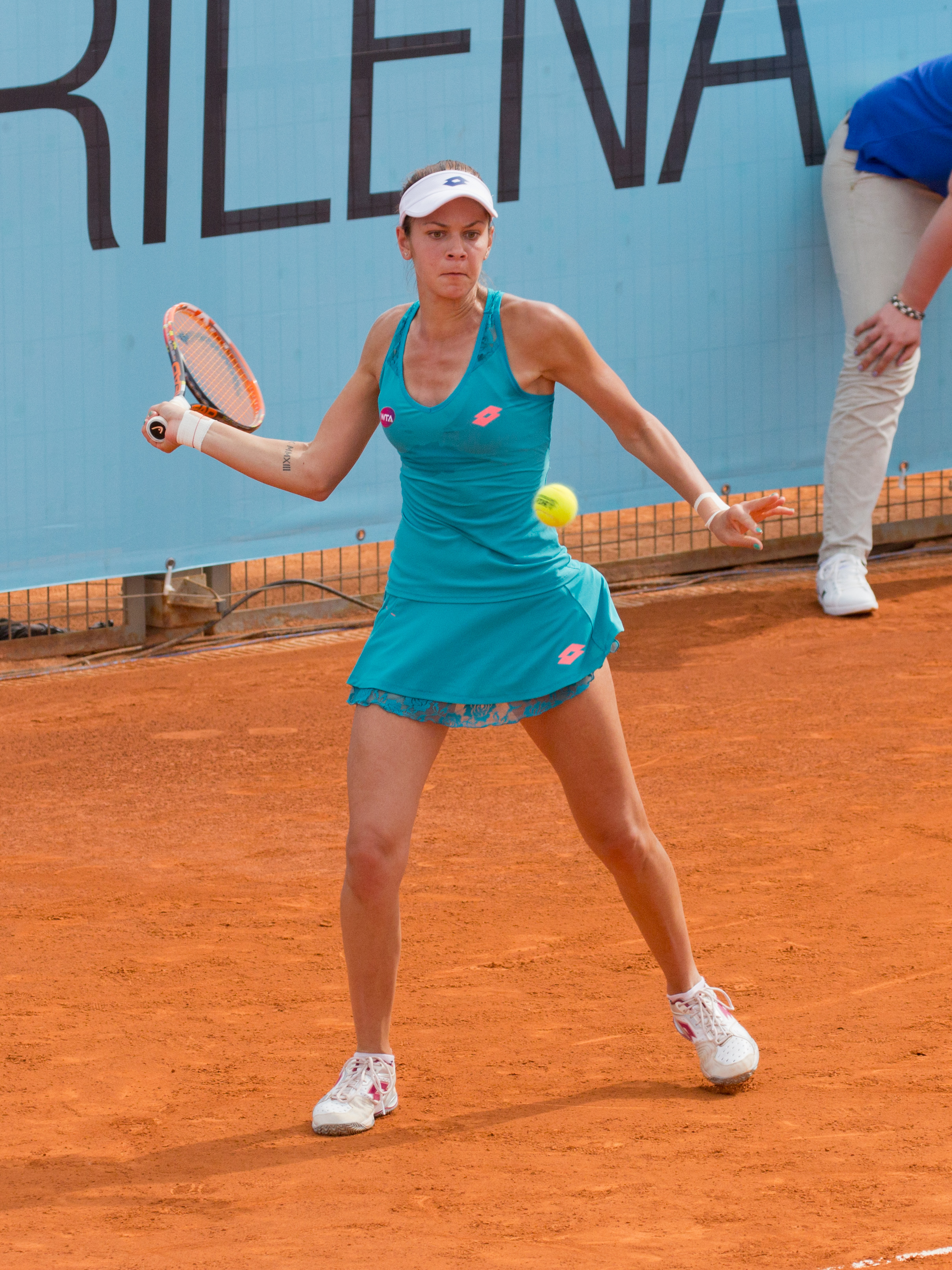

از منظر فنی، تنیس ورزشی است مبتنی بر اصولی دقیق؛ از نحوه گرفتن راکِت تا انواع ضربات (فورهَند، بَک‌هَند و اِسمَش) و راهکُنِش‌های موقعیت‌یابی در زمین. هر حرکت، از سِرو تا سَرضَرب، نیازمند هماهنگی عصب و عضله است و کوچک‌ترین خطایی می‌تواند به از دست دادن امتیاز بینجامد.  

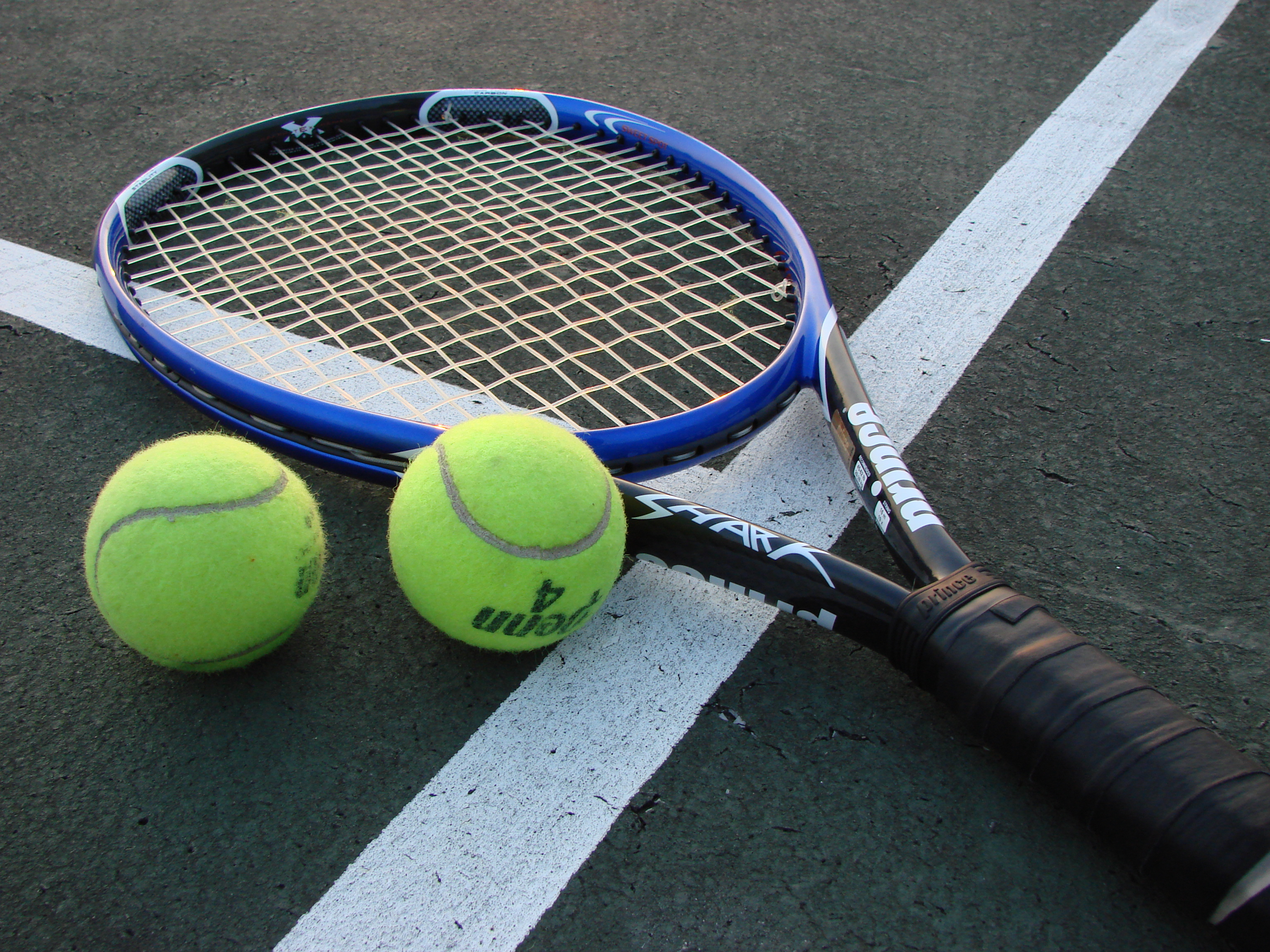
راکِت و توپ تنیس

ورزش تنیس شدیداً متأثر از عوامل روان‌شناختی است. کنترل استرس، تمرکز در لحظات حساس، و توانایی بازگشت پس از اشتباهات، از ویژگی‌های ضروری یک تنیس‌باز موفق محسوب می‌شوند. این جنبه‌های ذهنی، تنیس را به آزمایشگاهی زنده برای مطالعه روان‌شناسی عملکرد تبدیل کرده‌است.  

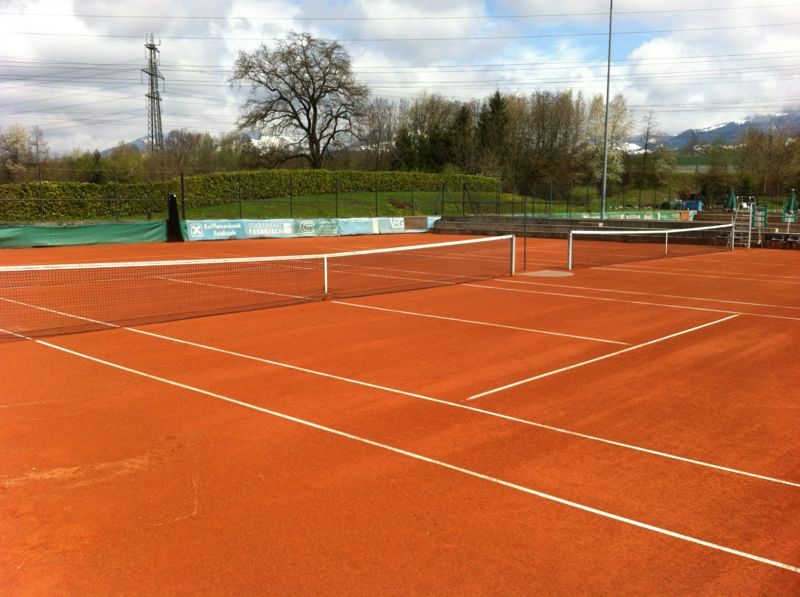
دو زمین تنیس خاکی کنار هم

تأثیرات اجتماعی تنیس نیز انکارنشدنی است. این ورزش، با گردهم آوردن فرهنگ‌های مختلف در مسابقات چندجانبه بین‌المللی، به ابزاری برای گفت‌وگوی تمدن‌ها تبدیل شده است. علاوه بر این، نقش آن در ترویج برابری جنسیتی—با برجسته‌کردن قهرمانان زن و مرد در کنار هم—قابل‌توجه است.  

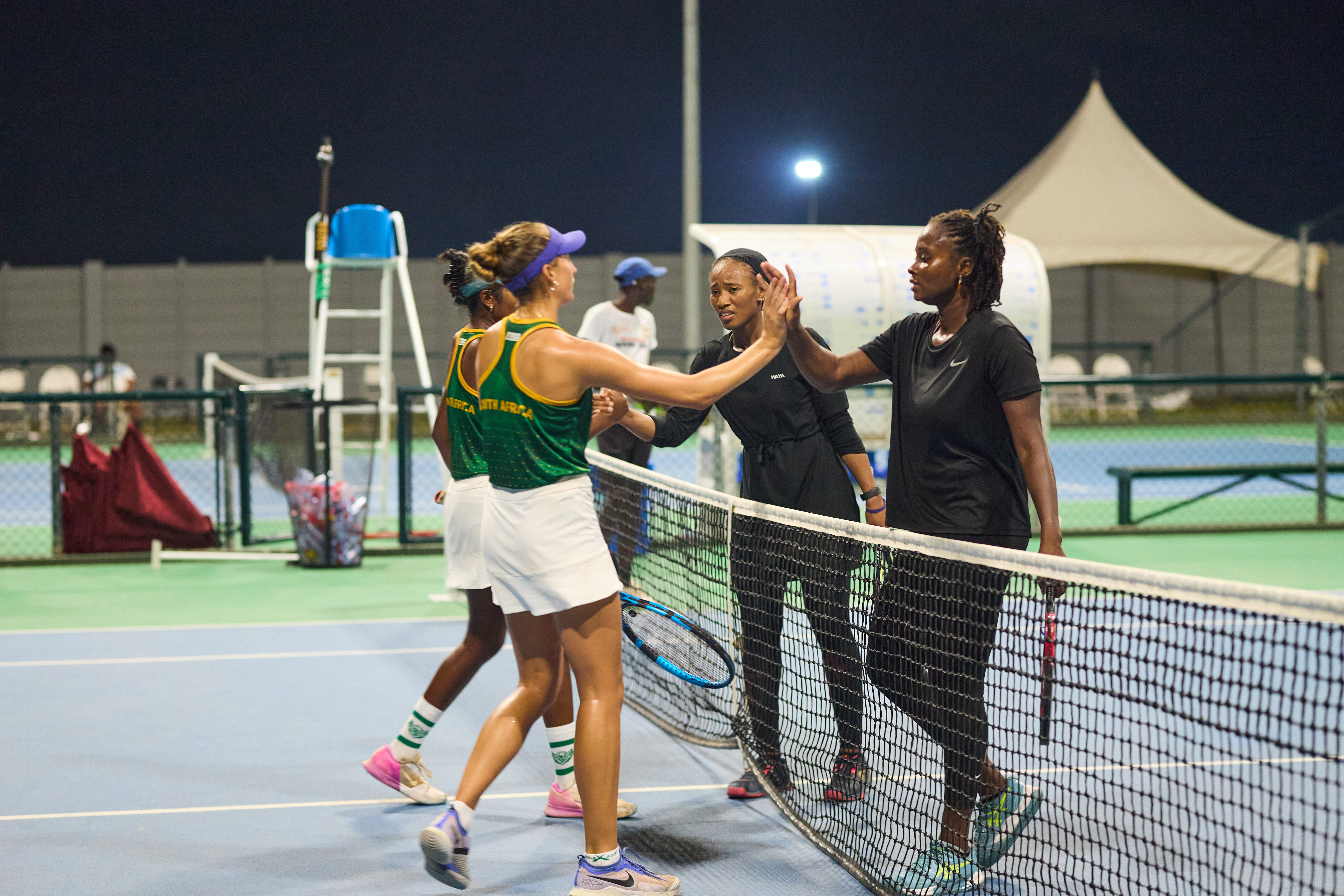

از دیدگاه علمی، تنیس زمینه‌ای غنی برای پژوهش‌های زیست‌مکانیکی و کاراَندام‌شناسانه فراهم می‌کند. تحلیل حرکت‌های بازیکنان، تأثیر سطح زمین‌های مختلف (چمنی، خاکی و سخت) بر عملکرد، و شیوه‌های پیشگیری از آسیب‌های ورزشی، تنها نمونه‌هایی از جنبه‌های پژوهشی این رشته هستند.  

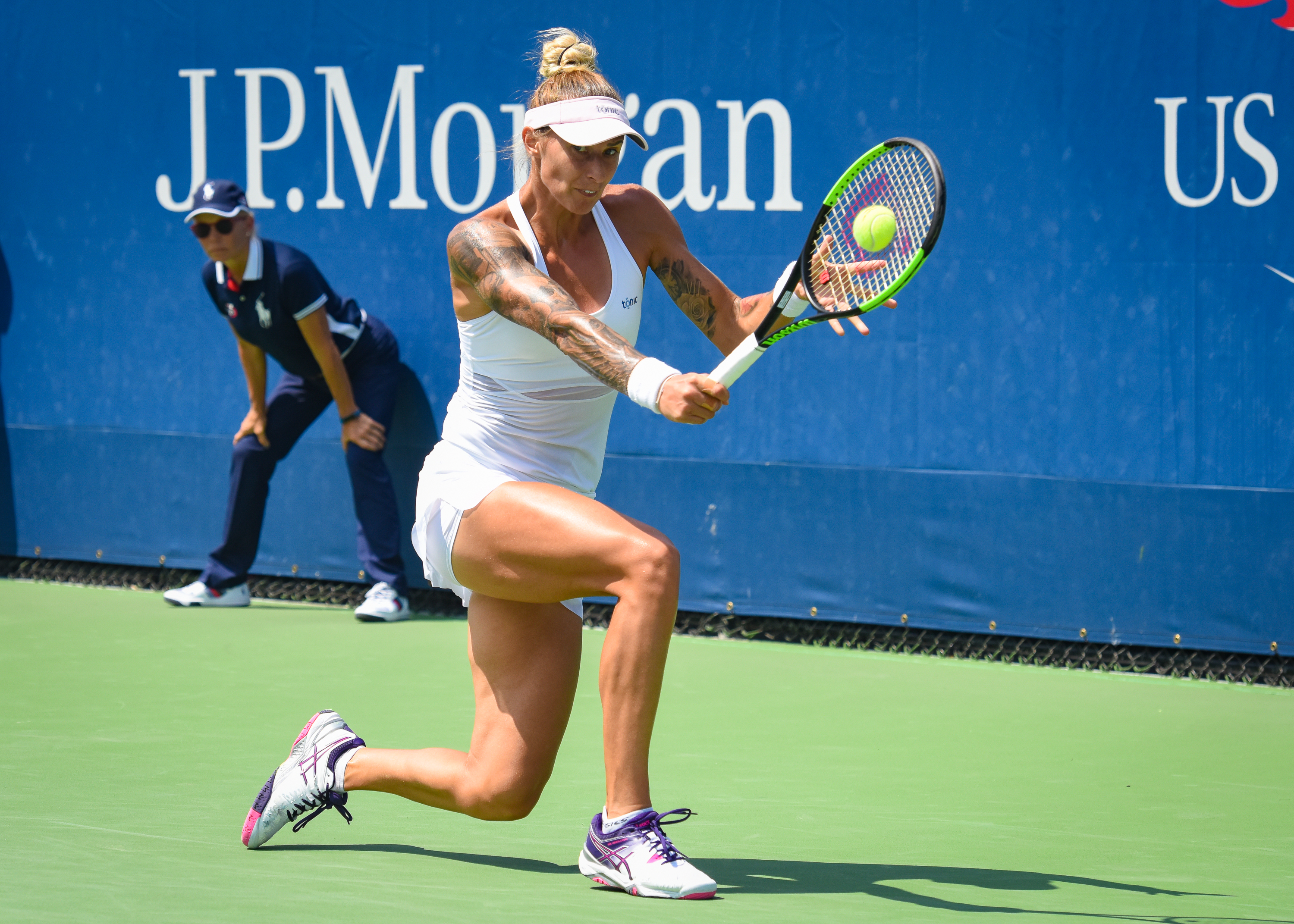

در عین حال، تنیس ورزشی است که می‌تواند تا سنین بالا ادامه یابد. برخلاف بسیاری از رشته‌های پربرخورد، این بازی—با رعایت اصول ایمنی—برای سالمندان نیز مفید است و به حفظ چابکی و سلامت عمومی کمک می‌کند.  

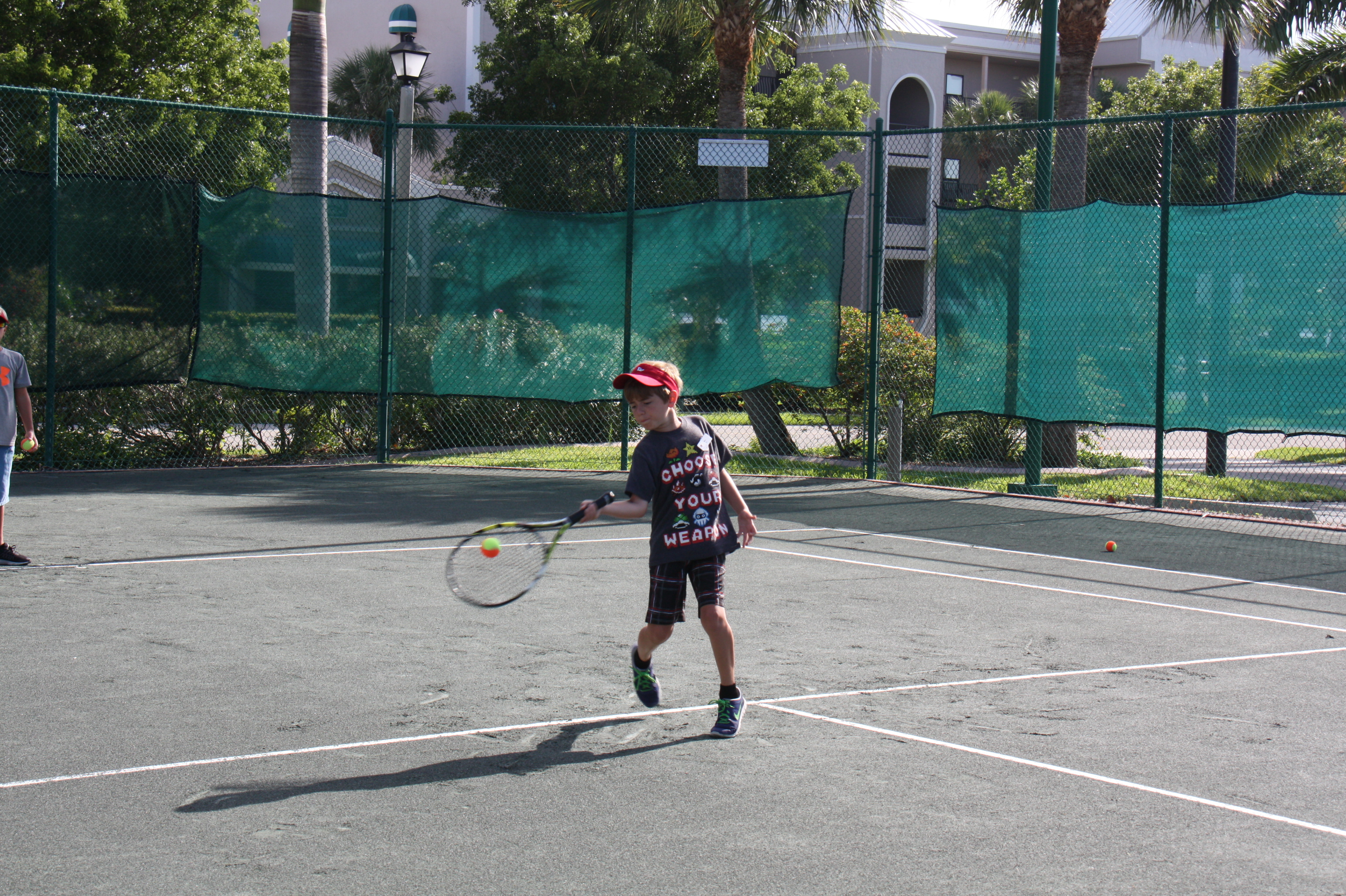

سرانجام، باید به جنبه‌های زیبایی‌شناختی تنیس اشاره کرد. هماهنگی حرکات بدن، صدای ضَرب‌آهنگین برخورد توپ با راکِت، و حتی طراحی بصری زمین‌های مسابقه، همگی بر جذابیت این ورزش افزوده‌اند. تنیس، در نهایت، هنری است پویا که در قالب رقابت‌های ورزشی تجلی می‌یابد.

## مختصری از تعریف و تاریخچه
تِنیس (به انگلیسی: Tennis) ورزشی راکتی است که بین دو نفر (سینگل) یا بین دو تیم دونفره (دوبل) بازی می‌شود. هر بازیکن با یک راکت، توپ تنیس (توپی لاستیکی با پوشش نمدی) را به زمین حریف پرتاب می‌کند. بازیکنی (یا تیمی) که زودتر امتیاز نهایی را به دست آورد برنده‌است.

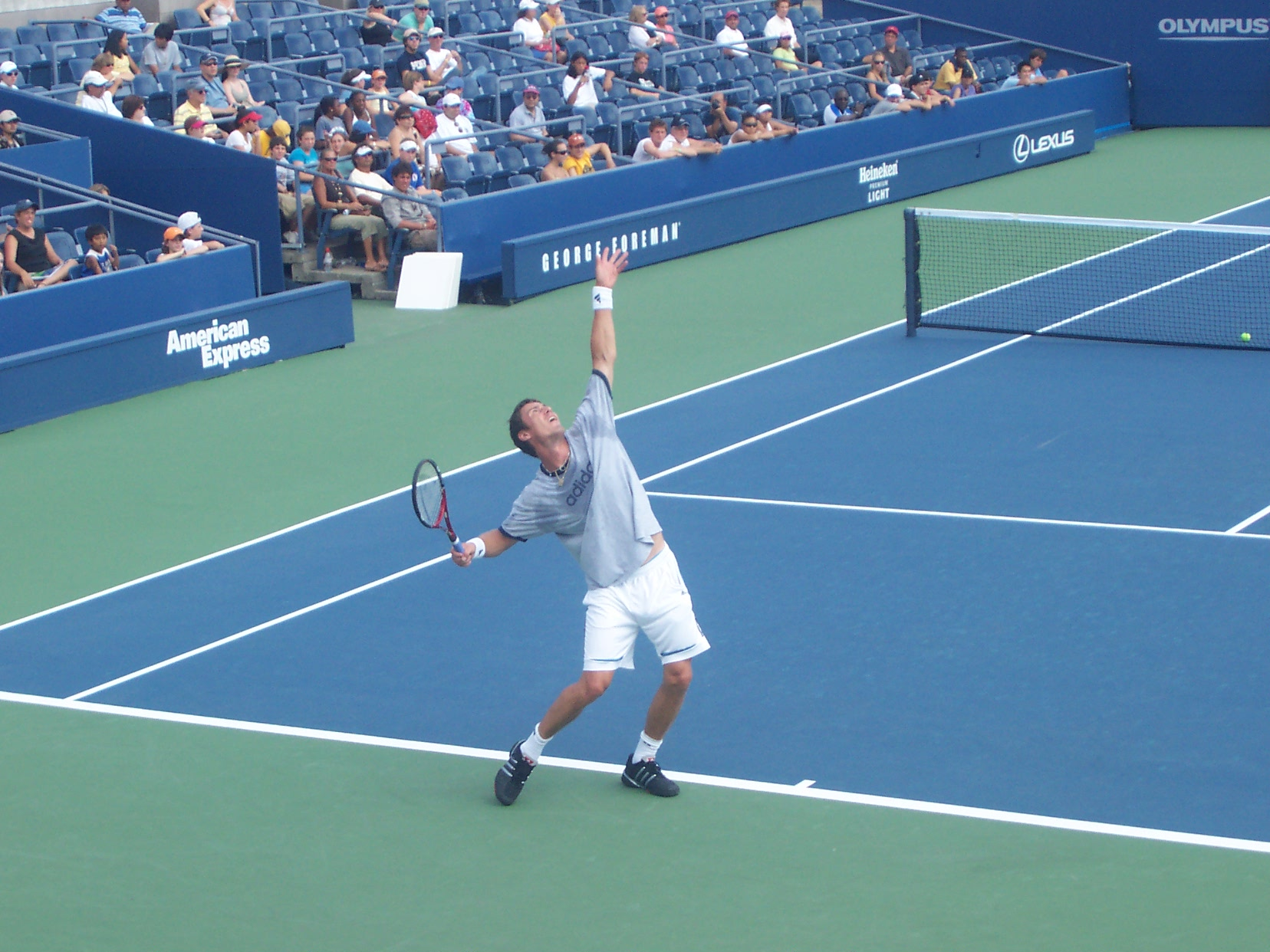
مارات سافین در حال زدن ضربه سرویس

این ورزش نخست در بریتانیا و بیشتر میان اشراف‌زادگان رایج شد و سپس به سایر کشورهای انگلیسی راه یافت و اکنون در همه کشورها بازی می‌شود. به دلیل نیاز به تجهیزات گران‌قیمت و زمین مناسب برای انجام این ورزش، هنوز هم تنیس به عنوان یکی از ورزش‌های گران‌قیمت شناخته می‌شود.
تنیس از ورزش‌های المپیک است. در برخی از کشورها به آن تنیس میدانی می‌گویند تا از ورزش دیگری بنام تنیس شاهی که در سالن و در زمینی بااندازه دیگری بازی می‌شود و همچنین تنیس روی میز (که در برخی کشورها با نام پینگ پنگ) جدا گردد.

اندازه‌های زمین تنیس

بازی تنیس در نخست بدون راکت و با دست خالی و پس از آن با دستکش انجام می‌شد.

## تاریخچه تنیس
تاریخ تنیس به چندین قرن پیش برمی‌گردد و از یک بازی ساده به ورزشی جهانی و محبوب تبدیل شده است. ریشه‌های آن به اواخر قرن دوازدهم در فرانسه برمی‌گردد، جایی که بازی‌ای به نام "jeu de paume" (بازی کف دست) انجام می‌شد. در ابتدا، بازیکنان از دستان خود برای ضربه زدن به توپ به دیوار استفاده می‌کردند، اما به مرور زمان، آن‌ها شروع به استفاده از دستکش و در نهایت راکت کردند.
طراحی زمین تنیس روی چمن که در ابتدا توسط سرگرد والتر کلوپتون وینگفیلد در سال ۱۸۷۴ طراحی شد.
تا قرن شانزدهم، این بازی به انگلستان گسترش یافت و به "تنیس واقعی" معروف شد. این نسخه در فضای داخلی و با قوانین پیچیده‌ای بازی می‌شد، به طوری که بازیکنان توپ را به دیوارها و بالای یک تور می‌زدند. این بازی یکی از سرگرمی‌های محبوب سلطنتی‌ها، از جمله پادشاه هنری هشتم بود. با این حال، این بازی با تنیس مدرن تفاوت‌های زیادی داشت، زیرا در یک زمین با ابعاد و ویژگی‌های خاصی بازی می‌شد.

## تاریخچه تنیس در ایران
پیدایش ورزش تنیس در ایران به بعد از جنگ جهانی دوم بازمی‌گردد. پیش از این در طول سالهای (۱۳۱۵–۱۳۱۸) باشگاه بوستان ورزش که دارای چندین زمین تنیس بود، در محلی روبروی ورزشگاه شهید شیرودی فعلی به مدیریت شکوهی گشایش یافت. ورزشگاه شهید شیرودی (امجدیه سابق) نیز هم‌زمان با ورزشگاه بوستان ورزش با یک زمین تنیس درمحل کنونی بنیان‌گذاری و نخستین مسابقات قهرمانی تنیس کشور در سال ۱۳۱۸ در همین ورزشگاه برگزار گردید. گفتنی است که ورزش تنیس بخاطر بودن شهروندان انگلیسی در مسجدسلیمان رونق خاصی داشت و اولین مسابقه تنیس بین تیم‌های آبادان و تهران به سالهای ۱۳۱۷–۱۳۲۰ بر می‌گردد.
پس از جنگ جهانی دوم مسابقات قهرمانی تنیس کشور تا سال ۱۳۲۲ جریان داشت که برادران نعمانی (هانری وژوزف) در صدر بازیکنان قرار داشتند. از سال ۱۳۲۲–۱۳۳۲ مقام قهرمانی تنیس کشور در اختیار ژرژ آفتاندلیان قرار داشت)
نخستین سالی که ایران در جام دیویس شرکت نمود ۱۹۵۹ بود. تیم تنیس جام دیویس ایران به مدت ۳۱ سال در جام دیویس بازی کرده و مجموعاً ۶۴ بازی انجام داده‌است) که حاصل آن ۳۲ برد و ۳۲ باخت بوده:
بیشترین برد از آن منصور بهرامی با ۲۴ برد. ث
بیشترین بازی برنده سینگل از آن تقی اکبری با ۱۷ برد.
بیشترین بازی برنده دوبل از آن کامبیز درفشی جوان با ۱۲ برد.
بهترین تیم دوبل از آن کامبیز دزفشی جوان و مصطفی صالح با ۶ برد.
طولانی‌ترین بازیها از آن کامبیز درفشی جوان با ۲۲ بازی،
و بیشترین سال عضویت در تیم دیویس کاپ از آن تقی اکبری با ۱۵ سال است.

## امتیاز دهی
- پوینت : پوینت (نقطه) کمترین امتیاز که از صفر تا ۴۰ در هر گیم داده می‌شود.
- گیم: امتیاز پوینت بعد از ۴۰ تبدیل به یک گیم (بازی) می‌شود.
- ست: هر ۶ گیم یک ست نام می‌گیرد.
- مَچ‌پوینت: امتیاز منجر به پیروزی در مسابقه[۵]

در سطح حرفه‌ای مسابقات می‌تواند در حداقل ۳ ست یا حداکثر ۵ ست برگزار شود. در مسابقات گرند اسلم، جام دیویس و فینال المپیک مردان بازی‌ها به شیوه دوم انجام می‌شوند. این در حالی است که بازی‌های زنان همواره حد اکثر ۳ ست هستند.
بازیکنی که زودتر شش «گیم» را بگیرد برنده «ست» می‌شود. البته به شرطی که دو گیم از حریف جلوتر باشد. تا هر جا که لازم باشد باید ست را ادامه داد تا این دو اختلاف حاصل گردد. روش امتیازبندی دیگری که می‌تواند جایگزین روش ذکر شده باشد، روش «تای-بریک» است به شرط آنکه تصمیم به استفاده از آن پیش از برگزاری مسابقه اعلام شده باشد. در این صورت قوانین زیر باید رعایت گردد: این روش هنگامی به اجرا در می‌آید که نتیجه برابر «شش» از نظر گیمی حاصل شده باشد. از این روش نمی‌توان در ست سوم در بازی سه «سته» و در «ست» پنجم در بازی پنج «سته» استفاده نمود باید روش عادی یعنی برد یا اختلاف دو گیم اجرا گردد مگر اینکه پیش از مسابقه به نحو دیگری اتخاذ تصمیم شده باشد. در یک گیم «تای-بریک» روش زیر اعمال می‌شود.
بازیکنی که زودتر ۷ امتیاز را بگیرد، برنده گیم و ست می‌شود به شرط آنکه دو امتیاز از حریف جلوتر باشد. اگر امتیاز (برابر شش) شود، گیم باید ادامه یابد تا این اختلاف حاصل شود. در روش «تای-بریک» امتیاز دهی باید از سیستم عددی انجام شود. (البته در مسابقات آزاد فرانسه در ست آخر یا پنجم تای برک وجود ندارد و بازی تا زمان اختلاف دو گیم ادامه می‌یابد) بازیکنی که نوبت سرویس او باشد برای تعیین امتیاز اول سرویس می‌کند. حریف او برای تعیین امتیازات دوم و سوم سرویس می‌کند و از آن به بعد هر بازیکن به تناوب برای دو امتیاز بعدی سرویس می‌کند تا برنده گیم مشخص شود.
از امتیازات اول باید به تناوب از نیمه راست و چپ سرویس کرد، که در ابتدا از نیمه راست شروع می‌شود. اگر سرویس از نیمه اشتباه زمین زده شود و معلوم نگردد تمام نتایج بازی که از آن سرویس یا سرویسهای اشتباه در محل سرویس به محض آشکار شدن باید تصحیح شود. (توضیح آنکه بجز برای امتیاز اول که سرویس از نیمه راست زده می‌شود، برای هر دو امتیاز بعدی تا پایان «تای-بریک» هر بازیکن به ترتیب اول از نیمه چپ و سپس از نیمه راست سرویس می‌کند)
بازیکنان باید پس از هر شش امتیاز و در خاتمه گیم «تای-بریک» اقدام به تعویض زمین بنماید.
شیوهٔ امتیاز دهی در گیم‌های معمولی بدین صورت است:
هر گاه بازیکنی امتیاز اول را بگیرد امتیاز ۱۵ برای آن بازیکن ثبت می‌شود. با گرفتن امتیاز دوم، امتیاز ۳۰ اعلام می‌شود. با گرفتن امتیاز سوم امتیاز آن بازیکن ۴۰ اعلام می‌شود. هر گاه بازیکن امتیاز چهارم را نیز بگیرد، امتیاز به صورت اعلام «گیم» مشخص می‌شود.
مگر اینکه: اگر هر یک از دو بازیکن سه امتیاز بگیرند، حساب امتیاز «برابر» (دیویس) اعلام می‌شود و امتیاز گرفته شده توسط یک بازیکن به عنوان (آوانتاژ) «امتیاز» مثبت اعلام می‌شود. اگر همین بازیکن امتیاز دیگری بگیرد، برنده «گیم» می‌شود؛ ولی اگر حریف امتیاز بعدی را بگیرد، حساب امتیازات دوباره به صورت برابر اعلام می‌شود. این کار به همین ترتیب ادامه می‌یابد تا آنکه یکی از بازیکنان پس از اعلام نتیجه برابر دوباره امتیاز بگیرد که نتیجه «گیم» به نفع آن بازیکن اعلام می‌شود.

## زمین‌های تنیس
- زمین رُسی یا تنیس خاکی
- زمین چمن
- زمین سخت یا Hard Court

## راکت تنیس

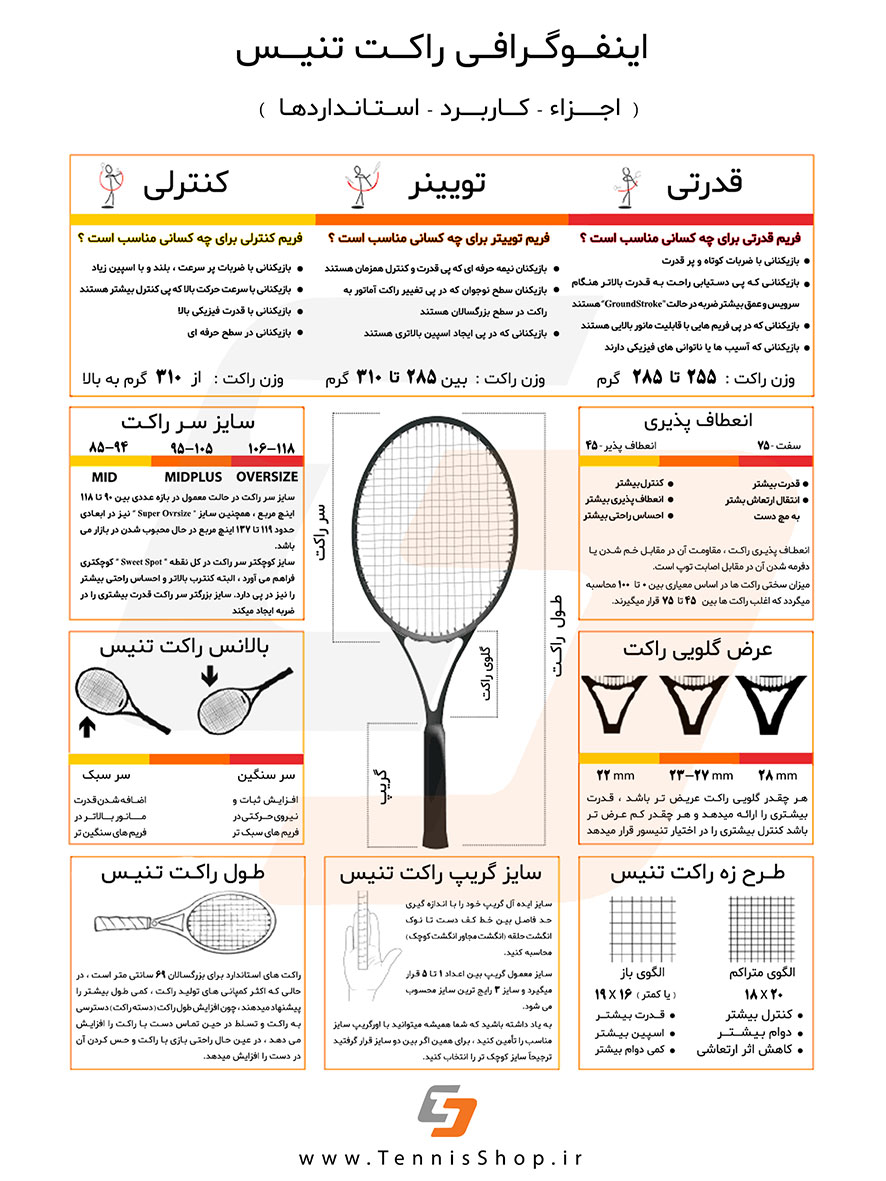
اینفوگرافی کامل راکت تنیس

راکت تنیس از بخش‌های زیر تشکیل شده‌است:
- صفحه یا Head
- زه یا String
- دسته یا Grip

راکتها در دو نوع کنترلی و قدرتی طراحی شده‌اند.
مساحت صفحه راکت معمولاً از ۹۵ تا۱۱۰ اینچ مربع متغیر است. برای شروع، مساحت بزرگتر صفحه، برای مبتدیان بهتر است؛ زیرا هم قدرت بهتری دارد و هم مساحت بزرگتری برای ضربه در اختیار بازیکن قرار می‌دهد. وزن راکت از ۲۴۵ گرم تا ۳۳۹ گرم متغیر است، برای شروع، بهتر است خانم‌ها راکت با وزن کمتر از ۲۸۰ گرم و آقایان کمتر از ۳۰۰ گرم تهیه کنند. راکت سنگینتر، ضربات قویتری داشته و لرزش کمتری به دست ورزشکار منتقل می‌کند، اما راکت سبکتر، قدرت مانور و چرخش سریعتری برای ورزشکار مهیا می‌کند. برای انتخاب راکت، بهتر است با یک مربی تنیس مشورت کنید.
1. اندازه صفحه یا Head Size
2. سایز دسته یا Grip Size
3. وزن راکت
4. طول راکت
5. عرض Beam
6. میزان کشش زه یا String Tension

## تعیین شماره گریپ
گریپ یا «دسته راکت» قسمتی از راکت است که نواری لاستیکی به دور آن پیچیده شده و به‌وسیلهٔ آن راکت را در دست می‌گیریم. راکت‌های تنیس با سایزهای مختلف گریپ تولید می‌شوند تا برای هر اندازه دستی مناسب باشند. گریپ بر اساس محیط دسته راکت، اندازه‌گیری و از ۰ تا ۶ شماره‌گذاری می‌شود. فاصله بین هر گریپ حدود ۳ میلی‌متر است. گریپ مناسب برای خانم‌ها معمولاً بین ۱ تا ۳ و آقایان ۲ تا ۴ است.
آسان‌ترین راه برای پیدا کردن شماره گریپ، به دست گرفتن راکت با استفاده از گریپ کانتیننتال یا ایسترن است. برای این‌کار، کف دست خود را روی صفحه راکت گذاشته و سپس به سمت دسته راکت حرکت دهید و راکت را بلند کنید. حال اگر در فضای ایجاده شده بین انگشتان و پاشنه شست بتوان انگشت اشاره دست مخالف را جای داد، گریپ برای شما مناسب است و اگر فضای ایجاده شده کافی نباشد گریپ برای شما کوچک و اگر بیشتر از حد لازم باشد گریپ برای دست شما بزرگ است.

## رویدادهای اصلی ورزش تنیس
چهار مسابقه بزرگ جهانی که مجموعاً به گرند اسلم معروف هستند و هر سال برگزار می‌شوند مهم‌ترین مسابقات این رشته ورزشی هستند؛
- تنیس آزاد آمریکا (US Open)
- تنیس آزاد استرالیا (Australian Open)
- تنیس آزاد فرانسه (Roland Garros)
- تنیس قهرمانی ویمبلدون (Wimbledon)

## معیار مهارت در تنیس

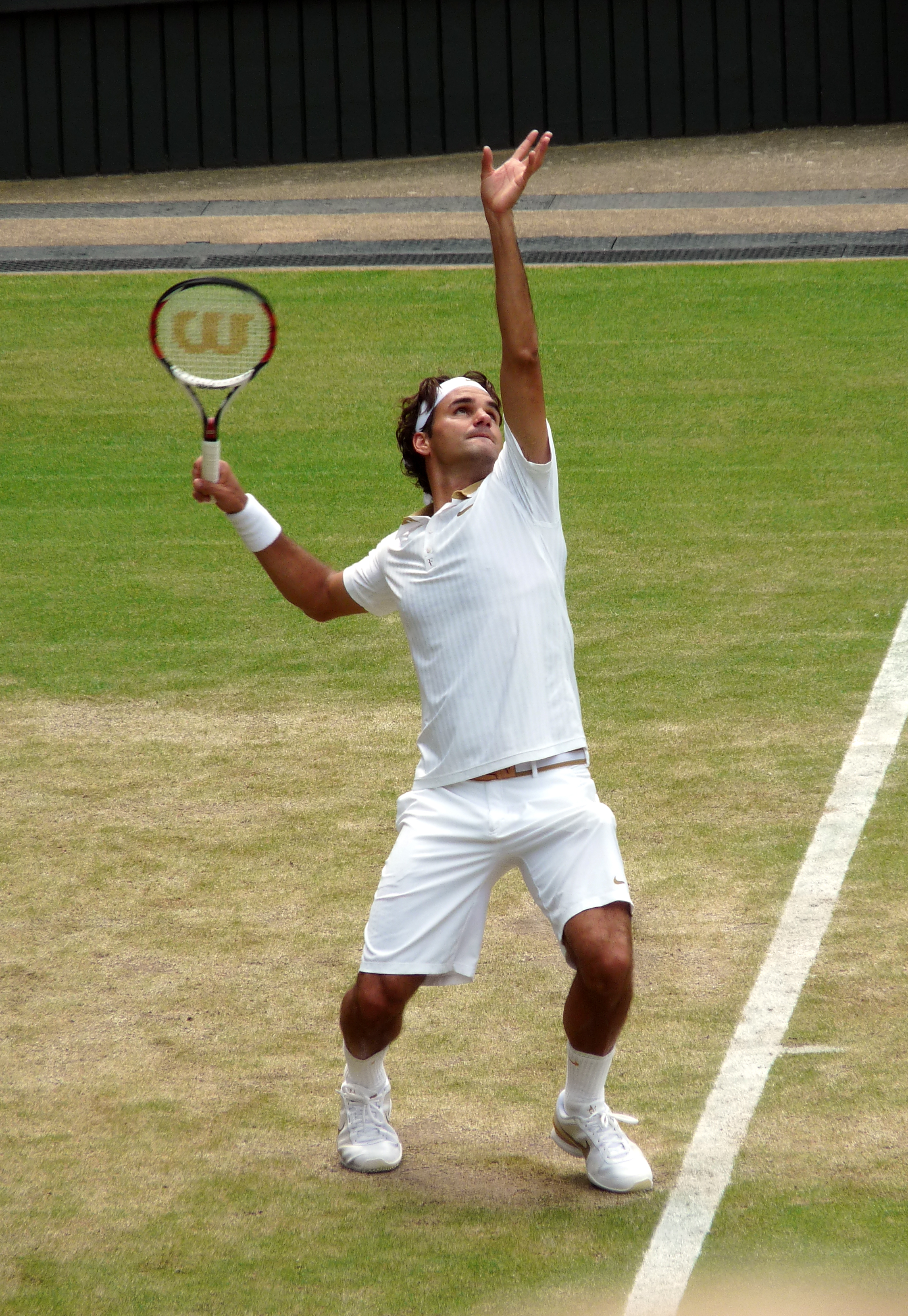
راجر فدرر در حال سرویس زدن

در آمریکا و برخی کشورهای دیگر میزان مهارت بازی‌کنان تنیس با نظام رده‌بندی NTRP بیان می‌شود. این نظام را انجمن تنیس ایالات متحده در سال ۱۹۷۹ مطرح کرد و تاکنون به کار می‌رود. در این نظام مهارت بازی‌کن با عددی بین ۱٫۰ تا ۷٫۰ بیان می‌شود. اعداد دیگر که میان این دو عدد قرار دارد هریک به اندازه ۰٫۵ از عدد پیشین بیش‌تر است. بدین ترتیب سیزده رده داریم. در زیر توضیح هریک از این سیزده رده آمده‌است:
- ۱٫۰ این بازی‌کن تازه می‌خواهد تنیس را شروع کند.
- ۱٫۵ این بازی‌کن تجربه‌ای ندارد و بیشتر در تلاش است که توپ را در بازی نگه‌دارد.
- ۲٫۰ این بازی‌کن به تجربه بیشتر نیاز دارد. ضربه‌های او آشکارا اشکال دارد ولی می‌داند که در بازی تک‌نفری با دونفری باید چگونه و کجای زمین بازی کند.
- ۲٫۵ این بازی‌کن می‌تواند حدس بزند که توپ از کجا سر درمی‌آورد ولی در رسیدن به آن مشکل دارد. می‌تواند با بازی‌کنی در سطح خودش چند ضربه پشت سر هم مبادله کند.
- ۳٫۰ این بازی‌کن در زدن ضربه‌هایی با توان متوسط نسبتاً موفق و یک‌دست عمل می‌کند ولی نمی‌تواند همه ضربه‌ها را درست بزند و ضربه‌هایش از نظر جهت و عمق و توان تنوع ندارد. در بازی دو نفره بیشتر یکی جلو می‌ایستد و یکی عقب.
- ۳٫۵ این بازی‌کن در زدن ضربه‌های متوسط به حد اطمینان‌پذیری رسیده ولی ضربه‌هایش هنوز عمق و تنوع ندارد. می‌تواند با حالت تهاجمی در جلوی تور بازی کند. در بازی دونفره دارد به همکاری تیمی نزدیک می‌شود.
- ۴٫۰
- ۴٫۵
- ۵٫۰
- ۵٫۵
- ۶٫۰
- ۶٫۵
- ۷٫۰ این بازیکن به بالاترین سطح ممکن رسیده‌است.